# Avatr 11
Avatr 11 — среднеразмерный электромобиль-кроссовер, выпускаемый с 2022 года китайской компанией Changan под брендом AVATR Technology.

## Описание
Автомобиль Avatr 11 дебютировал в середине ноября 2021 года. По сути, это первый автомобиль компании AVATR Technology.
От автомобилей производства Changan модель отличается дизайном с высоко расположенными светодиодными фарами и крышкой багажника со спойлером. Как и у других электромобилей Китая, на дверях автомобиля присутствуют выдвижные дверные ручки.
Серийно автомобиль производится с мая 2022 года для внутреннего рынка Китая. Цена составляет 300 000 юаней.
Конкурентом автомобиля является BMW X6.

## Технические характеристики
Электромобиль Avatr 11 оснащён двумя электродвигателями мощностью 578 л. с. и крутящим моментом 650 Н⋅м. Двигатель разработан компанией Huawei. Запас хода составляет от 555 до 680 км по циклу CLTC. Разгон до 100 км/ч составляет 3,98 секунд, однако заявлен разгон за 6,6 и 6,9 секунд.
В ноябре 2024 года в Гуанчжоу был представлен гибридный вариант Avatr 11 с тяговым аккумулятором ёмкостью 39,05 кВт⋅ч, который заряжается от 30% до 80% за 15 минут. Автомобиль оснащается 1,5-литровым бензиновым двигателем с тепловой эффективностью 44,39%, работающим по циклу Миллера. По циклу CLTC запас хода составляет 1065 км (на электротяге — 225 км). ДВС сочетается с электродвигателями Huawei DriveONE 800V. Суммарная мощность составляет 546 л. с., а суммарный крутящий момент — 687 Н⋅м. Разгон до 100 км/ч составляет 3,9 сек. Сборка автомобиля началась в декабре 2024 года. Конкурентом является Voyah Free.

### Общая информация
- Страна марки: Китай
- Класс автомобиля: D
- Количество дверей: 5
- Количество мест: 4, 5
- Расположение руля: Левый

### Размеры
- Длина: 4880 мм
- Ширина: 1970 мм
- Высота: 1601 мм
- Колёсная база: 2975 мм
- Размер колёс: 265/45/R21

### Объём и масса
- Снаряженная масса: 2280 кг

### Трансмиссия
- Коробка передач: Автомат
- Количество передач: 1
- Тип привода: полный

### Подвеска и тормоза
- Тип передней подвески: независимая, пружинная
- Тип задней подвески: независимая, пружинная
- Передние тормоза: дисковые вентилируемые
- Задние тормоза: дисковые вентилируемые

### Эксплуатационные показатели
- Максимальная скорость: 200 км/ч
- Разгон до 100 км/ч: 3.98 с

### Двигатель
- Тип двигателя: Электро
- Максимальная мощность: 578 л.с. (425 кВт)
- Максимальный крутящий момент: 650 Н·м

### Аккумуляторная батарея
- Запас хода на электричестве: 555 км
- Время зарядки: 10.5 ч
- Ёмкость батареи 90.0: кВт⋅ч

## Продажи в Европе
5 ноября 2024 года белорусская компания АВТОВЕЛЬТ заявила об эксклюзивном дистрибьюторстве AVATR в Беларуси. В декабре планируется к открытию шоурум на территории автоцентра АВТОИДЕЯ. Официальный сайт дистрибьютора avatr.by.

## Галерея

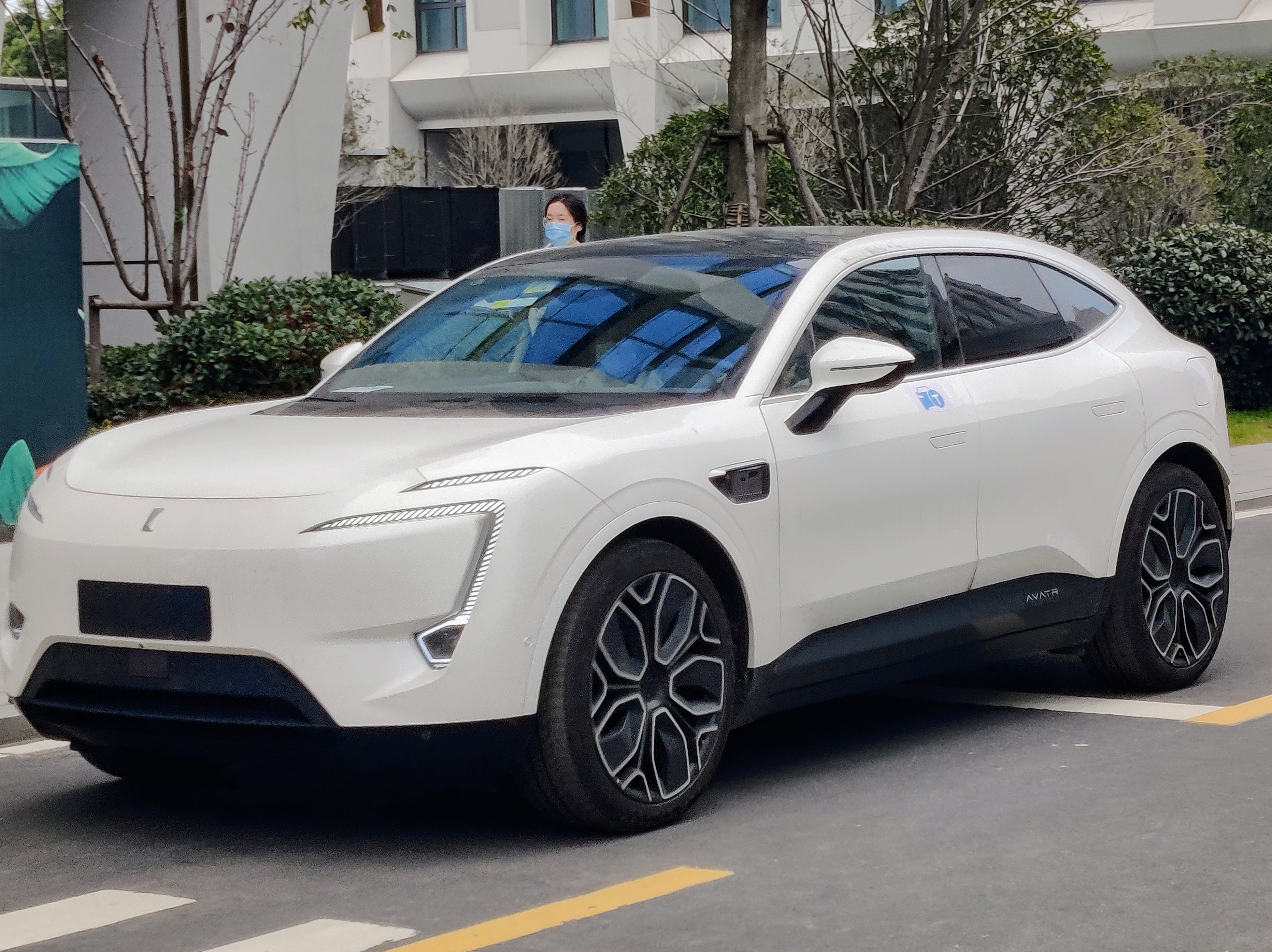
Avatr 11
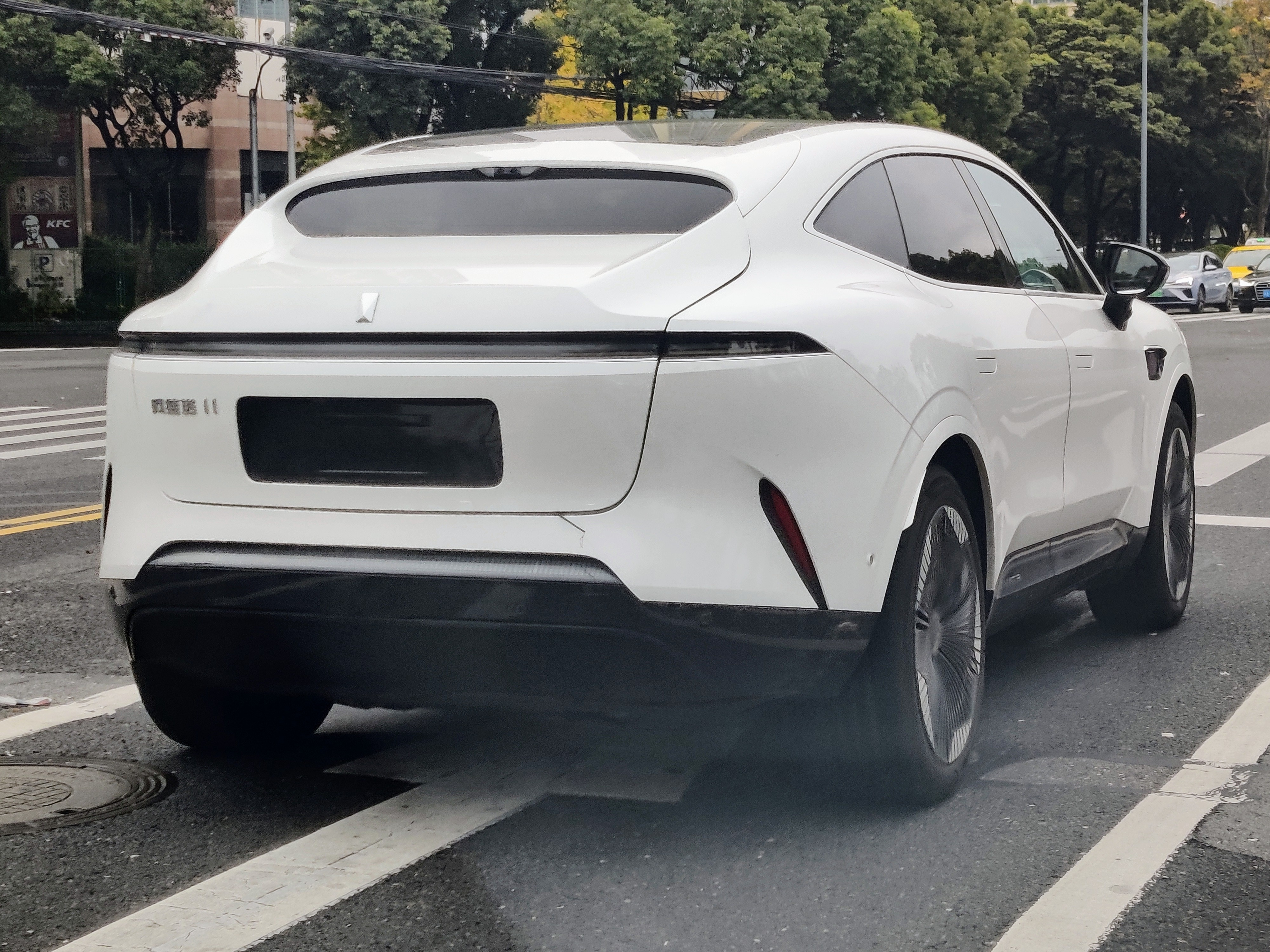
Вид сзади
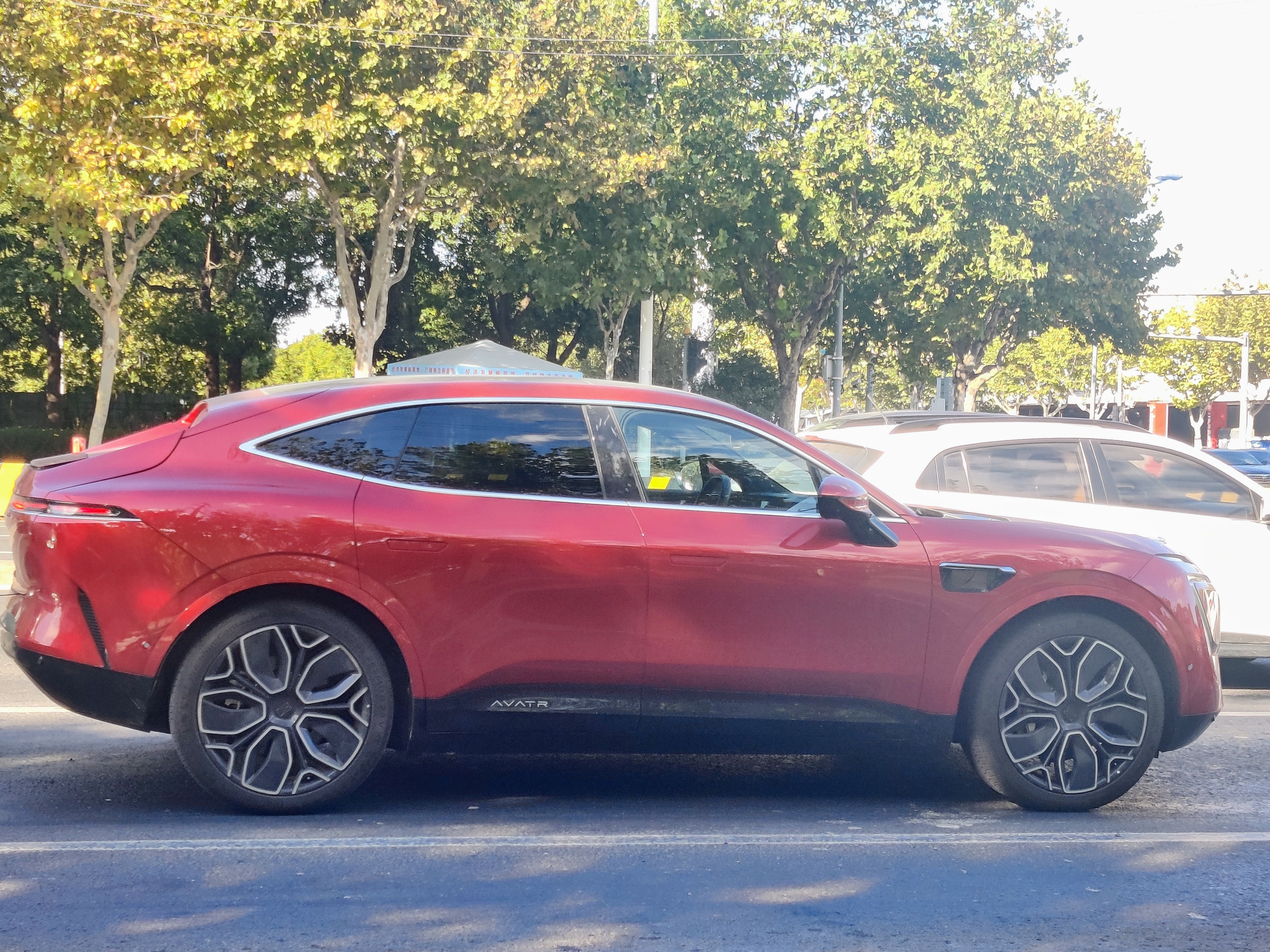
Вид справа
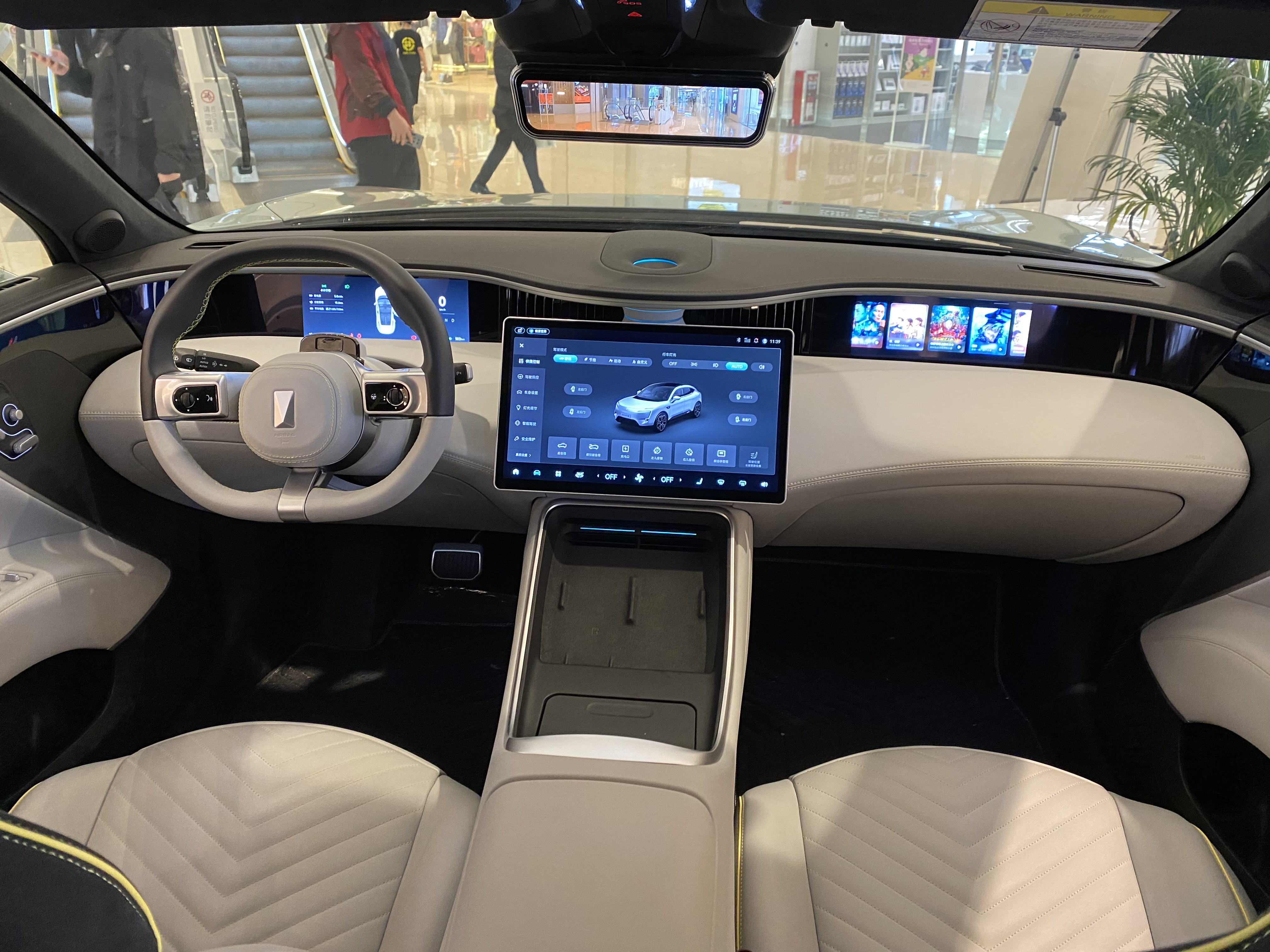
Место водителя